# Le Meilleur des mondes possible
Ne doit pas être confondu avec le meilleur des mondes possibles formulé par Leibniz.
Pour les articles homonymes, voir Mondes possibles (homonymie) et Le Meilleur des mondes (homonymie).
Pour plus de détails, voir Fiche technique et Distribution.
Le Meilleur des mondes possible (O Lucky Man!) est un film anglo-américain réalisé par Lindsay Anderson, sorti en 1973. Il est le deuxième d'une trilogie ayant pour protagoniste Michael Travis, interprété par Malcolm McDowell, et qui se compose de If...., Le Meilleur des mondes possible et Britannia Hospital.

## Synopsis
Durant son voyage, Travis apprend qu'il lui faut renoncer à ses principes afin de réussir mais qu'à la différence des autres personnages qu'il croise, il doit conserver un certain détachement pour mettre de la distance entre lui et les maux du monde : c'est pour cela que ce film est souvent considéré comme une réécriture du Candide de Voltaire.
Dans le film, Travis devient successivement vendeur de café (il travaille pour Imperial Coffee dans le nord-est de l'Angleterre et l'Écosse), victime de torture dans un établissement gouvernemental et cobaye pour la recherche médicale sous la supervision du Dr Millar.
Parallèlement aux aventures de Travis, le film dépeint la Grande-Bretagne des années 60, en rupture avec son passé impérial, mais qui tente toujours de conserver une certaine influence dans le monde en corrompant les dictateurs étrangers. Après avoir découvert que sa petite amie est la fille de Sir James Burgess, ce dernier, un industriel malfaisant, en fait son assistant personnel. Burgess a réussi à vendre au régime du Dr Munda (dictateur de la fictive Zingara, un État policier brutal devenu le terrain de prédilection des riches du monde développé) un produit chimique appelé PL45 "Honey" et dont les effets sont similaires à ceux du napalm. Il sera déversé sur les zones rebelles du pays. Burgess réussit à faire accuser Travis de fraude, et celui-ci est emprisonné pendant cinq ans.
La dernière scène du film le montre en action dans un casting de film, avec Lindsay Anderson jouant lui-même le rôle du metteur en scène. On lui confie divers accessoires pour jouer, notamment une pile de livres scolaires et une mitrailleuse. Quand on lui demande de sourire, Mick demande sans arrêt pourquoi. Le metteur en scène, finalement, frappe Travis avec son exemplaire de script parce qu'il n'arrive pas à comprendre ce qu'on exige de lui. Après une coupure au noir (un procédé utilisé tout au long du film), une lente expression de compréhension traverse le visage de Mick. La scène, alors, enchaîne sur une soirée dansante où apparaissent tous les acteurs du film.

## Fiche technique
- Titre : Le Meilleur des mondes possible
- Titre original : O Lucky Man!
- Réalisation : Lindsay Anderson
- Scénario : David Sherwin
- Images : Miroslav Ondříček
- Musique : Alan Price
- Montage : Tom Priestley
- Production : Lindsay Anderson, Basil Keys, Michael Medwin, Malcolm McDowell et David Sherwin
- Pays d'origine : Grande-Bretagne
- Format : Couleur (Eastmancolor) - 1,85:1
- Genre : Drame
- Durée : 183 minutes
- Date de sortie : 1973
- Affiche : Bill Gold (États-Unis)

## Distribution
- Malcolm McDowell (VF : Jean Fontaine) : Michael Arnold Travis / le voleur de la plantation
- Ralph Richardson : Sir James Burgess / Monty
- Rachel Roberts : Gloria Rowe / madame Paillard / Mrs. Richards
- Arthur Lowe : Mr. Duff / Charlie Johnson / Dr Munda
- Helen Mirren : Patricia
- Graham Crowden : stewart / le professeur Millar / l'alcoolique
- Peter Jeffrey : le président de l'usine / le directeur de la prison
- Dandy Nichols : la dame du thé / une voisine
- Mona Washbourne : la voisine / l'ouvreuse / sœur Hallett
- Vivian Pickles : la bonne dame
- Christine Noonan : une stagiaire au café / Mavis
- Geoffrey Palmer : un docteur / Basil Keyes
- Michael Medwin : le capitaine / un technicien de la station Power / le duc de Belminster